# Špitalič, Kamnik
Špitalič este o localitate din comuna Kamnik, Slovenia, cu o populație de 191 de locuitori.